# Freddie Mercury
Freddie Mercury (født Farrokh Bulsara 5. september 1946 i Zanzibar, død 24. november 1991 i Kensington, London, England) var en britisk forsanger, pianist og sangskriver i den engelske rock-gruppe Queen.

## Liv og karriere
Freddie Mercury blev født på øen Zanzibar, ud for Tanzanias kyst. Hans forældre Bomi og Jer Bulsara var indiske parsariske zarathustrianistiske af persisk herkomst. Freddie Mercury havde desuden en lillesøster ved navn Kashmira. I 1954 begyndte Mercury på St. Peter’s English Boarding School (kostskole) i Panchgani, 80 km fra Mumbai. 
Mercury viste allerede i en tidlig alder interesse for musik og dannede på kostskolen St. Peters sin første gruppe The Hectics som 12-årig i 1958. - med inspiration fra datidens rock'n'roll-bølge, heriblandt Cliff Richard og Little Richard. 
I 1964 flyttede Bulsara-familien på grund af politisk urolighed fra Zanzibar og slog sig ned i Feltham i Middlesex i Storbritannien. 
I 1966 kom Freddie Mercury på Ealing College of Art med det formål at blive grafisk designer/illustrator. På Ealing College mødte Freddie Mercury Tim Staffel, og begyndte samtidig selv at spille med forskellige grupper, heriblandt Ibex, Wreckage og Sour Milk Sea.
Staffel spillede i bandet Smile, som desuden bestod af guitaristen Brian May og trommeslageren Roger Meddows-Taylor, mens deres bassist blev skiftet ud månedligt. En dag tog Staffel Mercury med til en Smile-koncert, og Freddie Mercury var meget begejstret for bandets optræden og stil.[kilde mangler]
Senere var Mercury med i Smiles øvelokale, hvor han lærte May og Taylor bedre at kende. Mercury var meget fascineret af førstnævntes guitarspil, og da Staffel kort efter forlod bandet, trådte Mercury straks til. Hermed havde kernen i Queen fundet sin form i april 1970.
Det sidste og endegyldige medlem af Queen blev bassisten John Deacon, som fuldendte gruppens endegyldige lineup i februar 1971.
Queen udsendte det selvbetitlede debutalbum i juli 1973, men det var først med opfølgeren 'Queen II', at de fik et mindre hit med singlen 'Seven Seas of Rhye' i marts 1974. Opmærksomheden var nu rettet mod bandet og ved udgivelsen af det tredje album 'Sheer Heart Attack' i november samme år manifesterede succesen sig med gennembrudssinglen 'Killer Queen'.
Det var dog det efterfølgende album 'A Night at the Opera' og sangen 'Bohemian Rhapsody', skrevet af Mercury, som for alvor blev Queens globale verdensgennembrud i november 1975. 'Bohemian Rhapsody' indtog førstepladsen på den engelske hitliste i 9 uger og er til dato den 3. mest solgte single nogensinde i England.
De efterfølgende år positionerede Queen sig som et af verdens mest populære bands. Singlerne 'Somebody to Love' (1976), 'We Are the Champions' (1977), 'Don't Stop Me Now' (1978) og 'Crazy Little Thing Called Love' (1980) er alle skrevet af Mercury.
I 80'erne var gruppen desuden et af de største livebands. Foruden Queens legendariske optræden til Live Aid i juli 1985 regnes koncerterne på Morumbi Stadium i Brasilien (251.000 publikummer) i februar 1981, Wembley Stadium (164.000 publikummer) i juli 1986 og Knebworth (120.000 publikummer) august 1986 blandt højdepunkterne. 
I april 1987 blev Mercury diagnosticeret med AIDS og selv om Queen dermed ophørte med at optræde live, fortsatte gruppen med at være aktiv i studiet. I maj 1989 udsendtes albummet 'The Miracle', og i februar 1991 udkom 'Innuendo' - det sidste album udsendt i Mercurys levetid. Musikvideoerne til singlerne 'I'm Going Slightly Mad' og 'These Are The Days Of Our Lives' fra dette album viser tydeligt en AIDS-plaget Mercury.   
Efter mere end et år med adskillige spekulationer og sensationsoverskrifter i den engelske tabloidpresse bekræftede Mercury de mange rygter og bekendtgjorde, at han havde AIDS. Dagen efter, 24. november 1991, sov han stille ind i sit hjem Garden Lodge i Kensington, London. Dødsårsagen lød "lungebetændelse forårsaget af AIDS". Han blev 45 år.
Efter Mercurys død blev der i 1992 afholdt en ”Freddie Mercury Tribute Concert”. Mange af de største rockgrupper og solister deltog. David Bowie, Roger Daltrey fra The Who, Joe Elliott, Metallica, Tony Iommi fra Black Sabbath, Elton John, Annie Lennox, George Michael, Liza Minnelli, Robert Plant fra Led Zeppelin, Axl Rose & Slash fra Guns N' Roses, Lisa Stansfield og mange flere deltog i mindekoncerten for Freddie Mercury. Koncerten startede kl. 18 og sluttede kl. 22; De første to timer foregik uden Queen, og de sidste to timer af koncerten var med Queen + andre. Koncerten blev sendt ud til 76 lande. De indtjente penge gik til ”The Freddie Mercury Phoenix Trust”, som er en organisation, der støtter AIDS-ramte områder. 
I dag bliver denne koncert set som et af de største rockarrangementer nogensinde.[kilde mangler]
I 2006 slog Queens Greatest Hits alle rekorder ved at sælge 5,4 millioner eksemplarer og bandet blev dermed ophavsmænd til det bedstsælgende album nogensinde i Storbritannien.